# 駐日コスタリカ大使館
駐日コスタリカ大使館（ちゅうにちコスタリカたいしかん、スペイン語: Embajada de Costa Rica en Japón、英語: Embassy of Costa Rica in Japan）は、コスタリカが日本の首都東京に設置している大使館である。

## 所在地
2022年12月12日より、下記の住所で運営されている。2022年12月11日までの住所は「東京都港区西麻布四丁目12-24 興和西麻布ビル9階901号」であった。
| 日本語     | 〒106-0032 東京都港区六本木六丁目6-2 R-WEST       |
| スペイン語 | R-West, 6-6-2 Roppongi, Minato-ku, Tokio 106-0032 |
| 英語       | R-West, 6-6-2 Roppongi, Minato-ku, Tokyo 106-0032 |

## 大使
2024年9月30日より、ウィリアム・ホセ・カルボ・カルボが臨時代理大使を務めている。